# Майкл Джейстон
Майкл Джейстон (англ. Michael Jayston; 29 жовтня 1935 — 5 лютого 2024) — англійський актор. Однією з головних його ролей є роль Валеярда у британському науково-фантастичному серіалі Доктор Хто, яку він виконав у сезоні, що носить назву Суд над Володарем Часу (1986 рік).

## Біографія

### Раннє життя
Джейстон навчався у Бекетській школі, що у Західному Бриджстоні. Потім недовго працював бухгалтером, перш ніж вступити до Ґілдхолльської школи музики і театру, де він вчився акторського мистецтва. Дебютував на сцені у 27 років.

### Особисте життя
Актор був одружений тричі. Вперше у 1965 році з акторкою Лінн Фарлі, потім - у 1970 році з Хезер Шеддон. У 1978 році він одружився із Енн Смітсон, із якою живе і досі.

## Кар'єра
Майкл Джейстон отримав визнання, як театральний актор, ще до своєї появи на телебаченні. Та й там першими його ролями стали ролі у теледаптаціях Шекспірівських п'єс "Сон літньої ночі" (1968), "Венеційський купець" (1973) і "Король Лір" (1975). Також Джейстон виконав роль службовця Доулінга у драмі "Ігри влади".
Його кандидатура розглядалася на роль Джеймса Бонда, і він виконав її у радіоадаптації фільму Живеш тільки двічі у 1990 році. У 1970 році він зіграв Генрі Айртона у фільмі "Кромвель". Також Джейстон виконав роль Миколи II у фільмі "Микола і Олександра", на зйомках якого познайомився зі своїм близьким другом Томом Бейкером, а у 1973 році - роль містера Рочестера у серіалі Джейн Ейр.
Визначною подією в його житті стала роль Валеярда у британському науково-фантастичному серіалі Доктор Хто. В історії Останній ворог Майстер стверджує, що Валеярд є черговим, але злим втіленням Доктора.
Також Джейсон виконував ролі таких у серіалах ВВС, як "EastEnders", "Coronation Street", "Тільки дурні і коні", "Неочікувані історії", "Рахунок".